# La immortal (pel·lícula)
La immortal (originalment en francès, L'Immortelle) és una pel·lícula dramàtica coproduïda internacional de 1963 dirigida per Alain Robbe-Grillet, el seu primer llarg després de l'èxit mundial de L'Année dernière à Marienbad que va escriure. Va entrar al 13è Festival Internacional de Cinema de Berlín, també va guanyar el premi Louis-Delluc. S'ha subtitulat al català.
Ambientada a Istanbul, explica la història d'un home retirat que s'enamora irremeiablement d'una dona atractiva que no revelarà la seva identitat. Mentre que els dos parlen francès entre ells, els altres personatges parlen majoritàriament en turc sense subtítols. Mitjançant una estructura no lineal, intercalada amb records i fantasies, ni els personatges ni els espectadors poden estar segurs del que es representa i han d'arribar a la seva pròpia comprensió.

## Sinopsi
Un home trist coneix una bella i enigmàtica dona que podria estar involucrada en una xarxa de prostitució.

## Repartiment
- Françoise Brion com a L, la dona
- Jacques Doniol-Valcroze com a N, l'home[4]
- Guido Celano com a M, l'estrany
- Sezer Sezin com a dona turca
- Ulvi Uraz com a antiquari
- Belkis Mutlu com a servent
- Catherine Blisson
- Catherine Robbe-Grillet com a Catherine Sarayan
- Faik Coşkun com a mecànic/concessionari d'automòbils